# Chuchu Rocket!
ChuChu Rocket! är ett pusselspel utvecklat av Sonic Team. Det släpptes först till Dreamcast och sedan till Game Boy Advance under 2001.